# Gerald Kilmartin
Gerald Walsh "Gerry" Kilmartin, född 7 juli 1926 i Providence i Rhode Island, död 17 juni 1970, var en amerikansk ishockeyspelare.
Kilmartin blev olympisk silvermedaljör i ishockey vid vinterspelen 1952 i Oslo.